# KEY 〜胸のドアを暴け〜
「KEY 〜胸のドアを暴け〜」（キー むねのドアをあばけ）は、吉川晃司が1998年4月8日にリリースした26枚目のシングル。

## 収録曲
1. KEY 〜胸のドアを暴け〜
  - 作詞：松井五郎／作曲：吉川晃司／編曲：後藤次利
2. Black Corvette '98
  - 作詞・作曲：吉川晃司／編曲：吉川晃司、後藤次利
3. KEY〜胸のドアを暴け〜（オリジナル・カラオケ）

## タイアップ
| 楽曲                   | タイアップ     | 出典 |
| ---------------------- | -------------- | ---- |
| KEY 〜胸のドアを暴け〜 | 河合塾CMソング |      |

## 収録アルバム
- KEY 〜胸のドアを暴け〜
  1. HEROIC Rendezvous（1998年）
  2. GOLDEN YEARS VOL.IV（1999年）（ライブバージョンで収録）
  3. SINGLES+（2014年）
- Black Corvette '98
  - HEROIC Rendezvous（1998年）
  - KEEP ON KICKIN'!!!!!（2011年）